# Fenouillet (Pirenei Orientali)
Fenouillet (in occitano Fenolhet, catalano Fenollet) è un comune francese di 88 abitanti situato nel dipartimento dei Pirenei Orientali nella regione dell'Occitania.

## Società

### Evoluzione demografica
Abitanti censiti